# Révolte des Saxons

Le Saint-Empire vers l'an 1000

La révolte des Saxons opposa le roi Henri IV du Saint-Empire, de la dynastie franconienne, aux Saxons de l'été 1073 au 27 octobre 1075. Elle se termina par la soumission des Saxons après la victoire décisive d'Henri à Langensalza.

## Contexte
Comme son père, Henri III, le roi restait, au fond, étranger dans le duché de Saxe; les nobles regardaient avec morosité ses nombreux et coûteux séjours dans le palais impérial de Goslar. L'arrivée au gouvernement d'Henri IV, en 1065, renforça les contraintes. Il demanda le remboursement des domaines royaux dans la région du Harz et fit ériger plusieurs châteaux forts pour souligner ses exigences, habités par des ministériels originaires de Souabe.
Durant la régence d'Agnès de Poitiers, au nom de son fils Henri IV, les princes d'Empire surent accroître leur pouvoir, tandis que le roi mineur fut retenu par l'archevêque Annon II de Cologne. Henri s'est vu contraint d'imposer sa revendication au pouvoir, en provoquant des conflits avec la noblesse saxonne. Le comte Otton de Nordheim fut l'un des principaux adversaires, révulsé par l'élargissement des possessions royales dans le Harz et opposé au gouvernement des ministériels.
Les princes, notamment Rodolphe de Souabe, Berthold de Carinthie et Welf de Bavière, tolérèrent la révolte. Tandis qu'Otton de Nordheim fut destitué de son titre de duc de Bavière en 1070, Rodolphe resta longtemps un rival dangereux qui, en 1077, fut élu anti-roi. Il conseilla aux Henri de céder le duché de Bavière à Welf, qui se comportait avec ingratitude à l'égard du roi. Welf et Bethold se montrèrent des soutiens fidèles de Rodolphe.

## Déroulement
Les chroniques de Lambert de Hersfeld rapportent que le 29 juin 1073, les seigneurs saxons s'installèrent aux portes du palais de Goslar. Henri IV refusa de négocier et dut fuir vers son château de Harzburg tout proche. Après quelques semaines de siège mené par Otton de Nordheim et l'évêque Burchard II de Halberstadt, le roi réussit à s'échapper et s'enfuit alors vers Hersfeld dans le duché de Franconie.
Henri reçut cependant peu de soutien; le 2 février 1074, il signa un traité de paix à Gerstungen, promit la réhabilitation de Otton de Nordheim et consentit à la destruction des châteaux dans le Harz. Le tournant politique vint le mois suivant, quand des paysans saxons pillèrent le château de Harzburg, y compris la chapelle et des tombes royales. Plusieurs princes, parmi lesquels Rodolphe de Souabe, se dirent indignés par la profanation et entrèrent en conflit aux côtés du roi. Henri put alors rassembler des troupes pour rencontrer les forces rebelles près de Langensalza, le 9 juin 1075. L'armée de paysans saxons fut attrapée et massacrée par les contingents du roi, soutenus par Rodolphe, Vratislav II de Bohême, le margrave Ernest de Babenberg (mort dans le combat) et les ducs lorrains Thierry II et Godefroid III.
Henri put alors commencer une expédition punitive à travers la Saxe contre les insurgés autour d'Otton de Nordheim, de Burchard II de Halberstadt et du duc Magnus. Burchard fut fait prisonnier par l'évêque Rupert de Bamberg, les autres nobles saxons se soumirent au roi le 27 octobre 1075. Cette victoire fut rapidement suivie par la querelle des Investitures entre Henri IV et la curie romaine pendant laquelle les émeutes saxonnes reprirent, avec moins d'intensité néanmoins qu'en 1073/75. Otton de Nordheim fut rapidement gracié, mais il resta malgré tout un ennemi acharné.

## Sources médiévales
- Bruno de Merseburg, De bello Saxonico
- Lambert de Hersfeld, Annales